# أوش (فرنسا)
أَوْشُ هي بلدية فرنسية تقع بإقليم جارس.

## المناخ
يظهر الجدول التالي التغييرات المناخية على مدار السنة لأوش:
| البيانات المناخية لـأوش            | البيانات المناخية لـأوش | البيانات المناخية لـأوش | البيانات المناخية لـأوش | البيانات المناخية لـأوش | البيانات المناخية لـأوش | البيانات المناخية لـأوش | البيانات المناخية لـأوش | البيانات المناخية لـأوش | البيانات المناخية لـأوش | البيانات المناخية لـأوش | البيانات المناخية لـأوش | البيانات المناخية لـأوش | البيانات المناخية لـأوش |
| الشهر                              | يناير                   | فبراير                  | مارس                    | أبريل                   | مايو                    | يونيو                   | يوليو                   | أغسطس                   | سبتمبر                  | أكتوبر                  | نوفمبر                  | ديسمبر                  | المعدل السنوي           |
| ---------------------------------- | ----------------------- | ----------------------- | ----------------------- | ----------------------- | ----------------------- | ----------------------- | ----------------------- | ----------------------- | ----------------------- | ----------------------- | ----------------------- | ----------------------- | ----------------------- |
| الدرجة القصوى °م (°ف)              | 20.9 (69.6)             | 24.3 (75.7)             | 27.8 (82.0)             | 29.4 (84.9)             | 33.7 (92.7)             | 38.4 (101.1)            | 42.0 (107.6)            | 40.9 (105.6)            | 38.0 (100.4)            | 31.2 (88.2)             | 26.5 (79.7)             | 21.8 (71.2)             | 42.0 (107.6)            |
| متوسط درجة الحرارة الكبرى °م (°ف)  | 9.7 (49.5)              | 11.6 (52.9)             | 14.9 (58.8)             | 17.0 (62.6)             | 21.4 (70.5)             | 25.0 (77.0)             | 27.7 (81.9)             | 27.9 (82.2)             | 24.6 (76.3)             | 19.8 (67.6)             | 13.3 (55.9)             | 10.1 (50.2)             | 18.6 (65.5)             |
| المتوسط اليومي °م (°ف)             | 5.3 (41.5)              | 6.6 (43.9)              | 9.2 (48.6)              | 11.5 (52.7)             | 15.6 (60.1)             | 19.0 (66.2)             | 21.3 (70.3)             | 21.4 (70.5)             | 18.1 (64.6)             | 14.4 (57.9)             | 8.8 (47.8)              | 5.9 (42.6)              | 13.1 (55.6)             |
| متوسط درجة الحرارة الصغرى °م (°ف)  | 1.0 (33.8)              | 1.6 (34.9)              | 3.6 (38.5)              | 6.0 (42.8)              | 9.8 (49.6)              | 13.1 (55.6)             | 15.0 (59.0)             | 15.0 (59.0)             | 11.6 (52.9)             | 8.9 (48.0)              | 4.3 (39.7)              | 1.7 (35.1)              | 7.7 (45.9)              |
| أدنى درجة حرارة °م (°ف)            | −20.0 (−4.0)            | −13.6 (7.5)             | −10.5 (13.1)            | −3.7 (25.3)             | 0.5 (32.9)              | 2.6 (36.7)              | 7.3 (45.1)              | 3.6 (38.5)              | 2.5 (36.5)              | −3.5 (25.7)             | −10.5 (13.1)            | −12.4 (9.7)             | −20.0 (−4.0)            |
| الهطول مم (إنش)                    | 56.2 (2.21)             | 48.8 (1.92)             | 49.7 (1.96)             | 71.1 (2.80)             | 68.4 (2.69)             | 57.9 (2.28)             | 51.9 (2.04)             | 57.1 (2.25)             | 54.6 (2.15)             | 57.3 (2.26)             | 60.2 (2.37)             | 52.2 (2.06)             | 685.4 (26.98)           |
| متوسط أيام هطول الأمطار (≥ 1.0 mm) | 9.6                     | 7.6                     | 8.4                     | 11.1                    | 9.5                     | 7.7                     | 6.0                     | 6.5                     | 7.5                     | 9.1                     | 9.4                     | 8.7                     | 101.2                   |
| ساعات سطوع الشمس الشهرية           | 92.4                    | 111.0                   | 167.6                   | 176.6                   | 196.8                   | 209.8                   | 234.6                   | 223.6                   | 197.2                   | 145.2                   | 94.5                    | 79.4                    | 1٬928٫6                 |
| المصدر: Météo France               |                         |                         |                         |                         |                         |                         |                         |                         |                         |                         |                         |                         |                         |

## توأمة
لأوش (فرنسا) اتفاقيات توأمة مع كل من:
- ميمينجين (1990 - )
- قلعة أيوب
- كانغاس دي أونيس
- نيسبوريني [الإنجليزية]‏ [7]

## أعلام
- نيكولا بورتال
- بنجامين باسوم
- دومينيك سيريس
- جان لابورد
- جان جوزيف ديسول